# Тистлвуд, Артур
А́ртур Ти́стлвуд (англ. Arthur Thistlewood; 1774, Tupholme, Линкольншир — 1 мая 1820) — британский заговорщик, ставивший своей целью убийство членов правительства Великобритании, включая главу кабинета — графа Ливерпульского в 1820 году. Повешен в Лондоне 1 мая 1820 года.
В британской традиции его группа известна как Заговор с улицы Катона (вероятно — по имени римского политического деятеля Марка Катона-старшего).

## Биография
Родился в Тапхолме в Линкольншире, внебрачный сын фермера. Учился в гимназии Хорнкасла и получил образование землеустроителя. Не удовлетворённый своей работой, в возрасте 21 года он получил назначение в армию.
В январе 1804 года он женился на Джейн Уорсли, но она умерла через два года, родив их первого ребёнка. В 1808 году Тистельвуд женился на Сьюзен Уилкинсон. Затем уволился из армии и с помощью отца купил ферму, однако дела не пошли в гору, и в 1811 году он переехал в Лондон.
Тистельвуд был племянником Томаса Томаса Тистельвуда (1721—1786), рабовладельца британского происхождения и смотрителя плантаций на колониальной Ямайке.
Путешествие по Франции и Соединённым Штатам Америки приобщило Тистельвуда к революционным идеям. Вскоре после возвращения в Англию он вступил в Общество спенсеров-филантропов. К 1816 году Тистельвуд стал одним из лидеров организации, и полиция, пристально наблюдавшая за ним, назвала его «опасным персонажем».
2 декабря 1816 года в Спа-Филдс состоялось массовое собрание. Спенсеры планировали подстрекать к беспорядкам по всей Англии, а затем захватить контроль над британским правительством, взяв лондонский Тауэр и Банк Англии. Полиция узнала об этом плане и разогнала собрание. Тистельвуд попытался бежать в Северную Америку. Однако его и трёх других лидеров арестовали и обвинили в государственной измене. Когда Джеймс Уотсон был оправдан, власти отпустили Тистельвуда и остальных.
В 1817 году Тистельвуд вызвал на дуэль министра внутренних дел лорда Сидмута и был заключён в Хоршемскую тюрьму на 12 месяцев.

## Заговор на Катон-стрит
22 февраля 1820 года Тистельвуд и его сообщники из группы спенсеров по подсказке тайного агента полиции Джорджа Эдвардса решили совершить покушение на британский кабинет министров на обеде, который на следующий день устроил один из графов. Группа собралась в лофте в лондонском районе Марилебон, где полицейские задержали заговорщиков. Эдвардс, полицейский шпион, сфабриковал историю об ужине. Тистельвуд был осужден за участие в заговоре на Катон-стрит и вместе с соучастниками Джона Томаса Бранта, Уильяма Дэвидсона, Джона Ингса и Ричарда Тидда был публично повешен и обезглавлен у Ньюгейтской тюрьмы 1 мая 1820 года.